# Partecipanti alla Volta Ciclista a Catalunya 1978
Elenco dei partecipanti alla Volta Ciclista a Catalunya 1978.
La Volta Ciclista a Catalunya 1978 fu la cinquantottesima edizione della corsa. Alla competizione presero parte 7 squadre da 8 corridori per un totale di 56 ciclisti. La corsa partì il 7 settembre da Sitges e terminò il 14 settembre nella medesima località, dove tagliarono il traguardo 51 ciclisti.

## Corridori per squadra
Nota: R ritirato, NP non partito, FT fuori tempo, SQ squalificato
| Mini Flat-Boule d'Or | Mini Flat-Boule d'Or     | Mini Flat-Boule d'Or | Novostil-Helios   | Novostil-Helios     | Novostil-Helios   | Transmallorca-Gios | Transmallorca-Gios    | Transmallorca-Gios |
| -------------------- | ------------------------ | -------------------- | ----------------- | ------------------- | ----------------- | ------------------ | --------------------- | ------------------ |
| 1                    | Frans Van Looy           | 46º                  | 31                | Gonzalo Aja         | R 6ª              | 71                 | Vicente Belda         | 5º                 |
| 2                    | Antoon Houbrechts        | 8º                   | 32                | José Luis Enfedaque | 45º               | 72                 | Luis Alberto Ordiales | 37º                |
| 3                    | Rudy Colman              | 15º                  | 33                | Antonio Abad        | 36º               | 74                 | Carlos Ocaña          | 32º                |
| 4                    | Eric Jacques             | 40º                  | 34                | Custodio Mazuela    | 29º               | 75                 | Daniele Tinchella     | 47º                |
| 5                    | Ludo Schurgers           | 48º                  | 35                | Andrés Gandarias    | R 6ª              | 76                 | Fernando Benejam      | 42º                |
| 6                    | Paul Huyghelen           | 49º                  | 36                | Anastasio Greciano  | 20º               | 77                 | José Manuel García    | 43º                |
| 7                    | Ghislain Van Landeghem   | 35º                  | 37                | Isidro Juárez       | 38º               | 78                 | Antonio Gonzalez      | R 3ª-2             |
| 8                    | Ludwig Wijnants          | 44º                  | 38                | Jesús Manzaneque    | 21º               | 79                 | Ramon Vila            | 50º                |
| KAS-Campagnolo       | KAS-Campagnolo           | KAS-Campagnolo       | Magniflex-Torpado | Magniflex-Torpado   | Magniflex-Torpado |                    |                       |                    |
| 11                   | Francisco Galdós         | 2º                   | 41                | Alfio Vandi         | 11º               |                    |                       |                    |
| 12                   | Domingo Perurena         | 33º                  | 42                | Giuseppe Perletto   | 25º               |                    |                       |                    |
| 13                   | José Enrique Cima        | 16º                  | 43                | Armando Lora        | 13º               |                    |                       |                    |
| 14                   | Rafael Ladrón de Guevara | NP 7ª-2              | 44                | Giuseppe Martinelli | 39º               |                    |                       |                    |
| 15                   | Ismael Lejarreta         | 7º                   | 45                | Vito Da Ros         | 28º               |                    |                       |                    |
| 16                   | Enrique Martínez Heredia | 12º                  | 46                | Graziano Rossi      | 51º               |                    |                       |                    |
| 17                   | Juan Pujol               | 4º                   | 47                | Jean-Claude Fabbri  | 24º               |                    |                       |                    |
| 18                   | Felipe Yáñez             | 22º                  | 48                | Giancarlo Tartoni   | R 5ª              |                    |                       |                    |
| Sanson-Campagnolo    | Sanson-Campagnolo        | Sanson-Campagnolo    | Teka              | Teka                | Teka              |                    |                       |                    |
| 21                   | Francesco Moser          | 1º                   | 51                | Miguel María Lasa   | 6º                |                    |                       |                    |
| 22                   | Claudio Bortolotto       | 9º                   | 52                | Pedro Torres        | 3º                |                    |                       |                    |
| 23                   | Mario Beccia             | 23º                  | 53                | Eulalio García      | 41º               |                    |                       |                    |
| 24                   | Simone Fraccaro          | 30º                  | 54                | José Martins        | 18º               |                    |                       |                    |
| 25                   | Phil Edwards             | 27º                  | 55                | Pedro Vilardebo     | 10º               |                    |                       |                    |
| 26                   | Renato Marchetti         | 31º                  | 56                | Andrés Oliva        | 17º               |                    |                       |                    |
| 27                   | Ronald De Witte          | 19º                  | 57                | Manuel Esparza      | 26º               |                    |                       |                    |
| 28                   | Attilio Rota             | 34º                  | 58                | Antonio Menéndez    | 14º               |                    |                       |                    |

## Ciclisti per nazione
Le nazionalità rappresentate nella manifestazione sono 5; in tabella il numero dei ciclisti suddivisi per la propria nazione di appartenenza:
| Numero ciclisti | Nazione                   |
| --------------- | ------------------------- |
| 30              | Spagna                    |
| 15              | Italia                    |
| 9               | Belgio                    |
| 1               | Gran Bretagna, Portogallo |